# Étouvy
Étouvy (Ausspracheⓘ) ist eine ehemalige französische Gemeinde mit 255 Einwohnern (Stand 1. Januar 2022), den Étouviens, im Département Calvados in der Region Normandie.
Am 1. Januar 2016 wurde Étouvy im Zuge einer Gebietsreform zusammen mit 19 benachbarten Gemeinden, die wie Étouvy alle dem aufgelösten Gemeindeverband Bény-Bocage angehörten, als Ortsteil in die neue Gemeinde Souleuvre en Bocage eingegliedert.

## Geografie
Étouvy liegt rund 7 Kilometer nördlich von Vire-Normandie. Im Osten grenzt die Vire an das Ortsgebiet.

## Bevölkerungsentwicklung
| Jahr                             | 1793 | 1836 | 1876 | 1926 | 1946 | 1968 | 1990 | 2013 |
| Einwohner                        | 83   | 188  | 146  | 113  | 132  | 136  | 227  | 301  |
| Quelle: Cassini, EHESS und INSEE |      |      |      |      |      |      |      |      |

## Sehenswürdigkeiten
- Kirche Saint-Martin aus dem 14. Jahrhundert; Tabernakel, Skulpturen und ein Altarretabel im Inneren sind seit 1911 beziehungsweise 1993 als Monument historique klassifiziert[3][4][5][6][7]